# XNI-02 (架空の軍用機)
XNI-02 カメレオン（XNI-02 Kaméleon）は、第二次世界大戦中にハンガリーで開発されたとされる架空のジェット戦闘機。型番はXNI-2とされることもある。実際はハンガリーの航空雑誌がエイプリルフールのためのジョークとして創作したものだった。

## 概要
XNI-02の開発はハンガリーのヴァイス・マンフレート社によって行われ、機体はP-51の胴体とJu 87の主翼および尾翼を流用し組み合わせて作られたとされる。エンジンは胴体両脇にドイツ製のBMW 003軸流式ターボジェットエンジン2基を装備し、820 km/hの最大速度を発揮することができるとされている。固定武装として機首に備えられたMK 103 30mm機関砲2門と胴体下部のエアインテークに内蔵された12.7mm機関銃2門を有するほか、主翼下に250kg爆弾2発かロケット弾を懸吊することも可能とされる。
XNI-02がたどった経緯は、少なくとも1機の試作機が製作され、1944年末に初飛行したということ以外は一切が不明とされている。
実際には、XNI-02は1970年代末にハンガリーの航空雑誌『Repülés』が、初のエイプリルフール用ジョークとして掲載した虚構記事に登場した戦闘機である。誌面にはXNI-02の実機写真とされるものも掲載されたが、これは複数のプラモデルキットを組み合わせて製作された模型の写真であり、P-51やJu 87のもののほかにも、エンジンポッドにはシュド・カラベルの、機首周りなどにはP-38のキットのパーツが用いられた。